# Lake Stanley
Der Lake Stanley ist ein Gebirgssee in der Gegend des Tasman District auf der Südinsel von Neuseeland.

## Geographie
Der Lake Stanley befindet sich zwischen den Snowdon Range, 1,5 km im Süden, den Douglas Range, 3,2 km im Westen und den Devil Range, 3 km im Nordosten. Eingebettet zwischen bis zu 1859 m hohen Bergen erstreckt sich der auf einer Höhe von 770 m liegende See über eine Länge von rund 2,17 km in Westnordwest-Ostsüdost-Richtung und misst an seiner breitesten Stelle rund 450 m in Südsüdwest-Nordnordost-Richtung. Bei einem Umfang des Sees von rund 5,76 km umfasst seine Fläche 71,3 Hektar.
Gespeist wird der Lake Stanley von zwei Flüssen gleichen Namens, die als Stanley River von Norden und von Südwesten ihre Wässer dem See zutragen. Als Stanley River wird der See auch an seinem südöstlichen Ende in Richtung des Waingaro River entwässert.
In der Mitte des Sees befinden sich drei bis zu 0,21 Hektar große Inseln, die zwischen 30 m und 190 m voneinander entfernt liegen.

## Wanderweg
An der Südseite des Sees führt ein Wanderweg vorbei, der eine Verbindung zwischen dem Waingaro Track im Südosten und dem Anatoki Track im Norden herstellt. Die kleine Hütte Soper Shelter, die sich am südwestlichen Ende des Sees befindet, besitzt zwei Lager zur Übernachtungsmöglichkeit, die nach dem Prinzip „first come, first served“ belegt werden kann.